# Аттал (король маркоманів)
Аттал (сер. III ст.) — король маркоманів. Германське ім'я невідоме.

## Життєпис
Першізгадки про Аттала відносять до 250 року. У 254 році на чолі потужного війська атакував римські провінції Рецію та Верхню Паннонію, дійшовши до Далмації. В цей час імператор Валеріан бувбільше зайняти питання боротьби з Персією та повстання узурпатора Інгенуя. Військові дії Аттала проти римлян тривали до 258 року, коли було укладено мирний договір з римським військовиком Авреолом. Відповідно до угоди, підтвердженої імператором, маркомани отримани прикордонусмугу Верхньої Паннонії. Натомість зобов'язалисязахищати ретійську ділянку Лімеса Германікуса. Донька Аттала — Піпа — стала наложницею цезаря Галлієна. Можливо у 268 році Аттал допомагав Авреолу під час боротьби за владу в імперії.